# Sid Sackson
Сід Саксон (англ. Sid Sackson; 4 лютого 1920, Чикаго, Іллінойс, США — 6 листопада 2002, Нью-Йорк, штат Нью-Йорк, США) — відомий американський дизайнерой настільних ігор, колекціонер і письменник. Мав колекцію з понад 18 000 ігор. Найбільш відомий як творець бізнес-гри Acquire.

## Ігри
Деякі з відомих ігор Саксона включають:
| Рік  | Назва                          | Коментар |
| ---- | ------------------------------ | --- |
| 1946 | Poke (варіація покера на двох) | багатожанрова карткова гра для двох гравців, яка поєднує сильні елементи покеру з іграми на трюк, описана у 1969 у Гаммі ігор |
| 1964 | Acquire                        | бізнес гра про поглинання |
| 1988 | Black Monday                   | карткова гра, де карти представляють акції і те, як вони можуть падати чи рости                                               |
| 1969 | Bowling Solitaire              | симулятор боулінгу на одного гравця стандартною картковою колодою                                                             |
| 1969 | Osmosis                        | |
| 1969 | Card Baseball                  | |
| 1969 | All My Diamonds                | симуятор аукціону стандартною картковою колодою                                                                               |
| 1969 | Color Gin                      | варіація Hollywood Gin |
| 1969 | Slam                           | варіація бриджу |
| 1969 | Hold That Line                 | варіація хрестиків-нуликів |
| 1969 | Property                       | |
| 1969 | Haggle                         | смачно заплутана партійна гра                                                                                                 |
| 1969 | Change Change                  | простий пасьянс із використанням монет                                                                                        |
| 1969 | Domino Bead Game               | |
| 1969 | Solitaire Dice                 | відома під назвами Can't Stop Express, Einstein, Choice                                                                       |
| 2004 | BuyWord                        | гра в слова, розміщення літер                                                                                                 |
| 1980 | Can't Stop                     | перегони, кубіки |
| 1982 | Fields of Action               | [ 6 ] |
| 1964 | Focus                          | абстрактна |
| 1963 | Haggle                         | гра для вечікри |
| 1994 | I'm the Boss!                  | група гравців конкурує та співпрацює, щоб укласти вигідні бізнес-угоди                                                        |
| 1969 | Network                        | |
| 1969 | Patterns II                    | індуктивно-логічна, з олівцем та папіром                                                                                      |
| 1969 | Wu Hsing                       | доміно |
| 1980 | Samarkand                      | торгівельна гра |
| 1984 | Metropolis                     | Будівництво міст, переговори                                                                                                  |
| 1971 | Sleuth                         | карткова гра на дедукцію |
| 1967 | Bazaar                         | торгівельна гра |

## Книжки
| Рік  | Переклад назви | Оригінальна назва                                                                                | ISBN                |
| ---- | --- | ------------------------------------------------------------------------------------------------ | ------------------- |
| 1969 | Гамма ігор | A Gamut of Games                                                                                 | ISBN 0-486-28100-0  |
| 1975 | Мистецькі ігри: складні та захоплюючі нові ігри, у які можна грати кольоровими ручками                            | Games of Art: Challenging and exciting new games to be played with colored pens                  |                     |
| 1976 | За межами пасьянсу: складні нові ігри на одного гравця кольоровими ручками чи олівцями                            | Beyond Solitaire: Challenging new games for one to play with colored pens or pencils             | ISBN 978-0394833040 |
| 1976 | За межами хрестиків-нуликів: складні та захоплюючі нові ігри, у які можна грати з кольоровими ручками чи олівцями | Beyond Tic Tac Toe: Challenging and Exciting New Games to be Played with Colored Pens or Pencils | ISBN 978-0394831367 |
| 1977 | За межами змагання: Шість нових динамічних ігор для двох або більше гравців, щоб виграти разом                    | Beyond Competition: Six dynamic new games for two or more players to win together                | ISBN 978-0394836058 |
| 1977 | За межами слів | Beyond Words                                                                                     | ISBN 978-0394834443 |
| 1979 | Рахуй! | Calculate!                                                                                       |                     |
| 1981 | Карткові ігри з усього світу                                                                                      | Card Games Around the World                                                                      | ISBN 0-486-27347-4  |
| 1991 | Книга класичних настільних ігор                                                                                   | The Book of Classic Board Games                                                                  |                     |

Колекція Сіда Саксона, яка зберігається в бібліотеці Брайана Саттона-Сміта та архіві гри в The Strong, включає купу щоденників, листування, нотаток, описів ігор і публікацій, створених або використаних Сідом Саксоном під час його тривалої кар’єри в іграшках і ігровій індустрії. Саксон ретельно документував свою щоденну діяльність, пов’язану з дизайном, розробкою та колекціонуванням ігор, у своїх щоденниках; він записував подробиці про ігри, в які він грав і які створював, людей, з якими він спілкувався або листувався в ігровій індустрії, а також статті та книги, які він читав. Саксон також проіндексував багато щоденників, створивши високий рівень доступу, який рідко можна знайти в особистих паперах. Ці рукописні щоденники представляють вичерпну картину американської індустрії настільних ігор другої половини 20 століття.